# Плазмова лампа

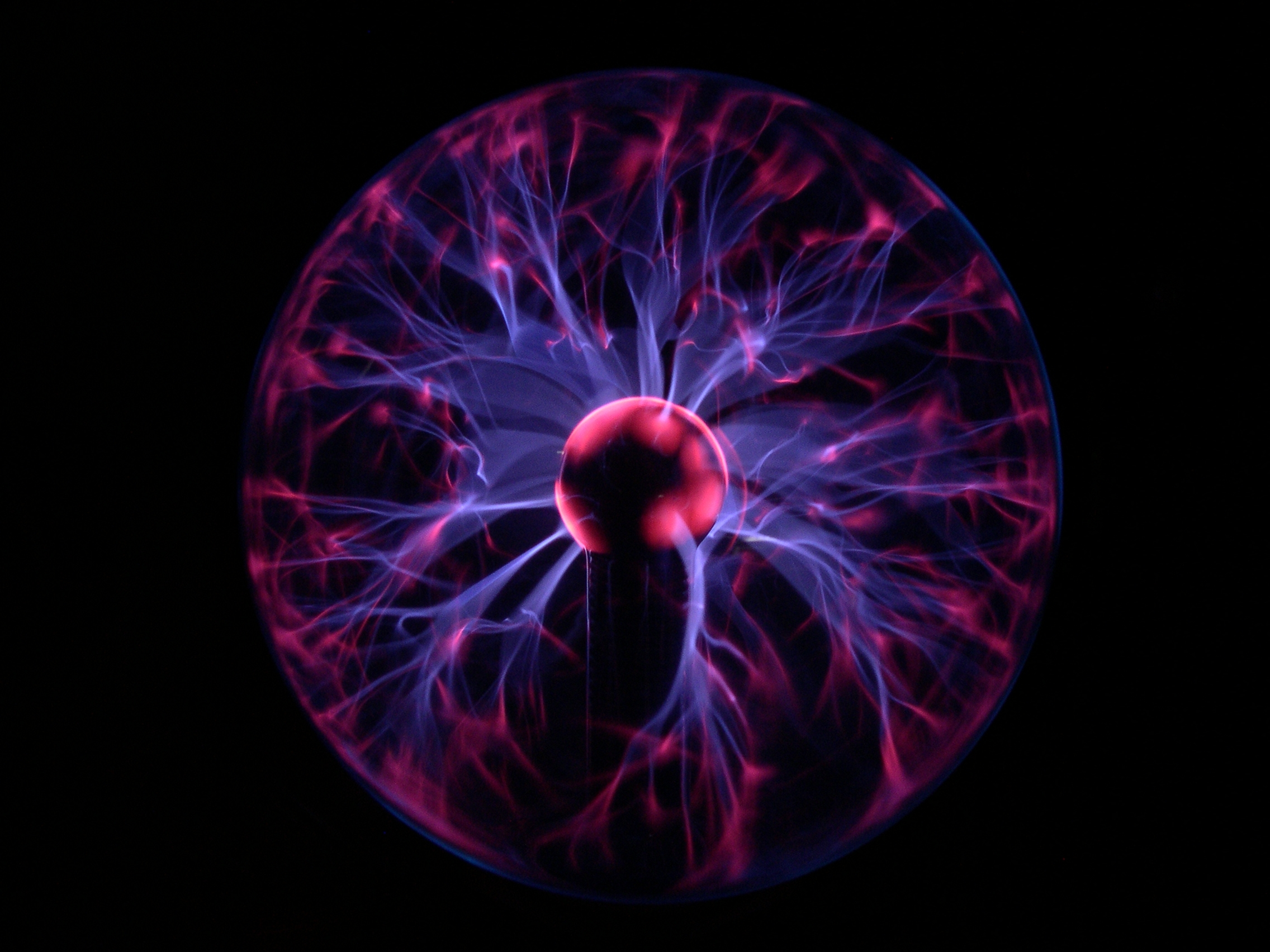
Куляста плазмова лампа

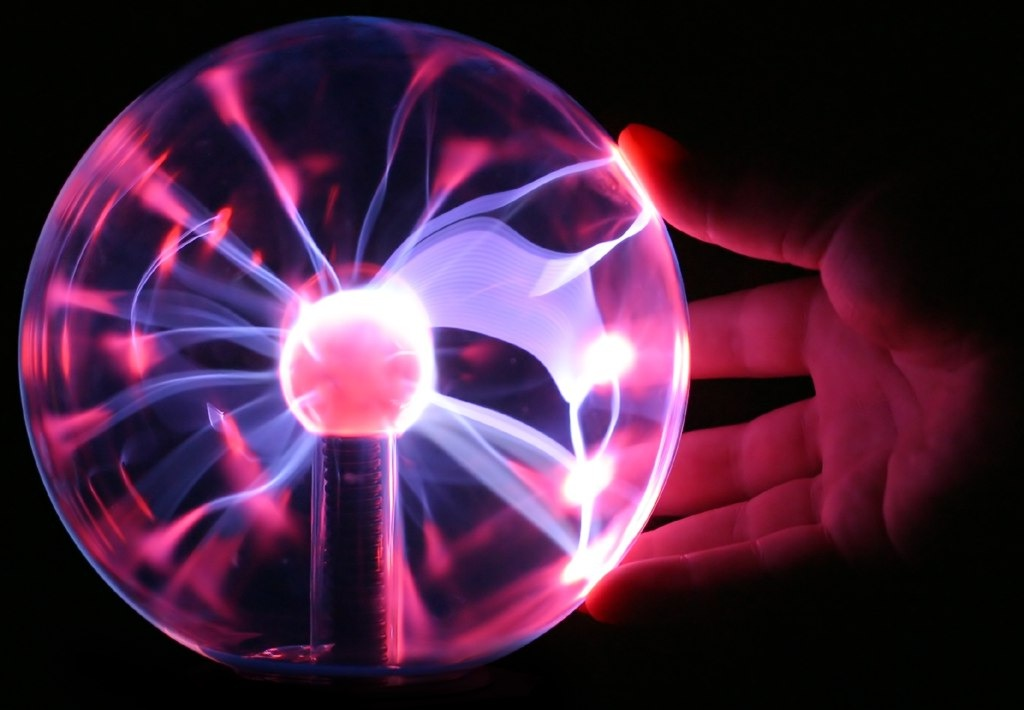

Плазмова лампа — декоративний прилад, що складається зазвичай зі скляної сфери із встановленим усередині електродом. На електрод подається змінна висока напруга з частотою близько 30 кГц. Усередині сфери створюють розрідження (для зменшення напруги пробою) і закачують суміш газів (для додання «блискавок» визначеного кольору). Теоретично, термін служби у плазмових ламп може бути досить тривалим, оскільки це малопотужний освітлювальний пристрій, що не містить ниток розжарювання і не нагрівається в процесі своєї роботи. Типова споживана потужність 5-10 Вт.
Плазмова лампа — винахід Ніколя Тесли (1894 рік).
EEFL (зовнішня люмінесцентна лампа електрода) — флуоресцентна лампа з зовнішніми електродами. Світіння викликається плазмою всередині лампи і електричним полем зовнішніх електродів.

## Запобіжні заходи
Треба бути обережним і намагатися не поміщати електронні прилади (на кшталт комп'ютерної миші) поряд з плазмовою лампою. Це може призвести не тільки до нагрівання скляної поверхні, але і до істотного впливу змінного струму на електронний прилад. Електромагнітне випромінювання, що створюється плазмовою лампою, може наводити перешкоди в роботі таких приладів, як цифрові аудіо- і подібні пристрої. Якщо на плазмову лампу покласти металевий предмет, на зразок монети, можна отримати опік або удар струмом. Крім того, дотик металевим предметом до скла здатний призвести до виникнення електричної дуги і пропалити скло наскрізь. Значна змінна електрична напруга може індукуватись лампою в провідниках навіть крізь непровідну сферу. Дотик одночасно до лампи і до заземленого предмету призводить до удару електричним струмом.

## Цікаві факти
Якщо до працюючої плазмової лампі на відстані 5-20 см тримаючи в руці піднести неонову, люмінесцентну (у тому числі і несправну), або будь-яку іншу газорозрядну лампу, то вона почне світитися.